# Rodovia Raposo Tavares
La Rodovia Raposo Tavares, denominata ufficialmente SP-270, è un'autostrada che unisce la metropoli di San Paolo al confine con lo stato Mato Grosso do Sul, nel territorio del comune di Presidente Epitácio. Con i suoi 644 km è la più lunga autostrada dello stato di San Paolo.
Nasce come parte degli antichi Caminho do Peabiru (pre-Cabralino) e Caminho do Sertão (XVI e XVII secolo), del Caminho das Tropas (XVIII e XIX secolo) e della Strada São Paulo-Paraná (1922-1954). Ha ricevuto il nome attuale nel 1954, in riferimento ad Antônio Raposo Tavares, un bandeirante che nel 1628 si unì alla banda di Manuel Preto, con 100 paulistas e 2.000 ausiliari indigeni, che percorreva il ramo principale dell'antica pista indiana Peabiru (che collegava la regione di Vila de São Vicente agli attuali Paraná e Paraguay), diretta alle riduzioni gesuite del Guayrá, con l'obiettivo di catturare e schiavizzare gli indigeni.